# (147) Протогенея
(147) Протогенея (др.-греч. Πρωτογένεια) — довольно большой и очень тёмный астероид главного пояса, движущийся вокруг Солнца по почти круговой орбите. Он был открыт 10 июля 1875 года венгерским астрономом Липотом Шульгофом в Венской обсерватории и назван в честь Протогении — одной из дочерей Девкалиона и Пирры согласно древнегреческой мифологии. Это был первый и единственный открытый им астероид. Название Протогенея переводится с греческого как «первенец» и было выбрано астрономом Карлом Литровым  в намёке на то, что это был первый астероид, обнаруженный астрономом, уже известным работами в других областях астрономии.

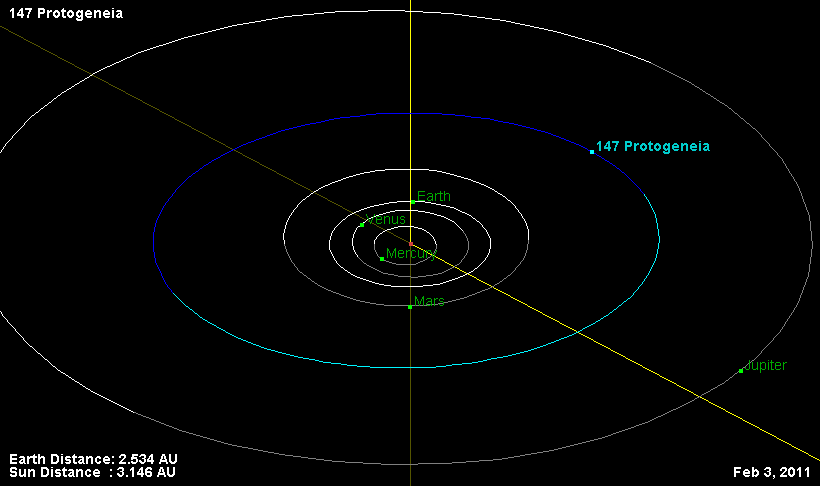
Орбита астероида Протогенея и его положение в Солнечной системе

Покрытие звёзд Протогенеей наблюдалось лишь однажды, 28 мая 2002 года в Техасе.